# Éléments besseliens
Ne doit pas être confondu avec Méthode de Bessel.

Zones d'ombre et de pénombre (en vert) sur la Terre par rapport au plan fondamental (en rouge) lors d'une éclipse totale de Soleil.

Les éléments besseliens sont des valeurs permettant de calculer et prédire les occultations locales pour un observateur terrestre. Ces éléments sont particulièrement utilisés dans le domaine des éclipses solaires, mais également pour les occultations d'étoiles ou de planètes par la Lune ainsi que les transits astronomiques de Vénus et de Mercure. Une méthode similaire est utilisée pour les éclipses de Lune, utilisant l'ombre de la Lune plutôt que celle de la Terre.
Dans le cas des éclipses solaires, les éléments besseliens permettent de calculer notamment la durée de la totalité ainsi que le parcours de l'ombre pour un endroit particulier sur Terre. Cette méthode a été développée dans les années 1820 par Friedrich Wilhelm Bessel et peaufinée plus tard par William Chauvenet.

## Description
Les éléments besseliens permettent de décrire la trajectoire de l'ombre projetée par le corps occultant — pour les éclipses solaires, il s'agit de l'ombre de la Lune — par rapport à un plan, le « plan fondamental ». Ce dernier correspond au plan géométrique normal à l'axe de l'ombre, c'est-à-dire le plan passant par le centre de la Terre et perpendiculaire à l'ombre. L'un des avantages de ce plan est que l'ombre résultante est circulaire et n'entraîne pas de distorsion de la perspective projetée (en).
À partir du plan fondamental, il faut réaliser une projection graphique (en) du cône d'ombre sur la surface terrestre en tenant compte de la rotation de la Terre, son aplatissement ainsi que de la latitude, de la longitude et de l'élévation de l'observateur.